# Las Navas de la Concepción
Las Navas de la Concepción este un municipiu în provincia Sevilia, Andaluzia, Spania cu o populație de 1.886 locuitori.